# Krāce (przystanek kolejowy)
Krāce (ros. Краце) – przystanek kolejowy i posterunek odgałęźny w miejscowości Feimaņi (pol. Fejmany), w gminie Rzeżyca, na Łotwie. Leży na linii dawnej Kolei Warszawsko-Petersburskiej.